# 2024年のアメリカンリーグチャンピオンシップシリーズ
2024年の野球において、メジャーリーグベースボール（MLB）のポストシーズンは10月1日に開幕した。アメリカンリーグの第55回リーグチャンピオンシップシリーズ（英語: 55th American League Championship Series、以下「リーグ優勝決定戦」と表記）は、14日から19日にかけて計5試合が開催された。その結果、ニューヨーク・ヤンキース（東地区）がクリーブランド・ガーディアンズ（中地区）を4勝1敗で下し、15年ぶり41回目のリーグ優勝およびワールドシリーズ進出を果たした。
ヒューストン・アストロズ（西地区）が出場しないアメリカンリーグ優勝決定戦は2016年以来8年ぶりで、ヤンキースも直近3度のリーグ優勝決定戦出場である2017年・2019年・2022年はいずれもアストロズに敗れていた。ヤンキースは1921年のリーグ初優勝以来16年以上優勝から遠ざかっていたことがなく、この年もし優勝を逃していれば球団ワースト記録を更新するところだったが、今シリーズを制したことによりタイ記録にとどめた。その一方でガーディアンズはこの年もワールドシリーズ優勝を逃し、継続中では最も長いシリーズ優勝逸期間が76年に伸びた。両球団がポストシーズンで対戦するのは2022年の地区シリーズ以来2年ぶり7度目で、これは歴代2位タイの多さである。シリーズMVPには、優勝を決めた第5戦の6回表に同点の2点本塁打を放つなど、5試合で打率.222・4本塁打・7打点・OPS 1.222を記録したヤンキースのジャンカルロ・スタントンが選出された。しかしヤンキースは、ワールドシリーズではナショナルリーグ王者ロサンゼルス・ドジャースに1勝4敗で敗れ、15年ぶり28度目の優勝を逃した。
2021年、MLB機構が非銀行系住宅ローン会社のローンデポと契約を締結し、同社はその年から5年間リーグ優勝決定戦の冠スポンサーとなった。これにより、大会名はアメリカンリーグチャンピオンシップシリーズ presented by ローンデポ（英語: American League Championship Series presented by loanDepot）となる。また2024年、MLB機構はドイツの作業服製造販売業者エンゲルベルト・シュトラウスとスポンサー契約を締結した。これにより2027年までの契約期間中、選手は今シリーズを含むポストシーズン全試合で同社の広告ロゴ入り打撃用ヘルメットを着用する。

## 両チームの2024年
10月10日にまずヤンキース（東地区優勝）が、そして12日にはガーディアンズ（中地区優勝）が、それぞれ地区シリーズ突破を決めてリーグ優勝決定戦へ駒を進めた。
ヤンキースは2023年を82勝80敗の地区4位で終え、1992年以来の負け越しこそ免れたものの、ポストシーズン進出を7年ぶりに逃した。打線が総得点でMLB25位と低迷したうえに構成も右打者に偏っていたことから、オフには左の強打者フアン・ソトをトレードで獲得した。2024年は、投手陣ではエースのゲリット・コールが右肘痛により、開幕から2か月半の欠場を強いられる。また打線も、ソトとアーロン・ジャッジが座る2番・3番が強力な一方で、その前後の打順の弱さが目立った。それでもチームはボルチモア・オリオールズと地区首位を争い、前半戦は58勝40敗で1.0ゲーム差の2位につけた。7月30日のトレード期限までには、ジャズ・チザム・ジュニアを獲得し打線を強化する。移籍後のチザムは未経験の三塁守備に就きながら走攻守に活躍し、持ち前の明るい性格でチームに活気ももたらした。後半戦はオリオールズが33勝33敗と停滞したこともあり、そのオリオールズを抜いて首位に立つと、9月26日にはオリオールズとの直接対決に勝利して地区優勝を決めた。平均得点5.03はリーグ最高、防御率3.74はリーグ4位。シーズン序盤は先発ローテーションでルイス・ヒールやカルロス・ロドンがコール離脱の影響を軽減し、終盤に入ると救援投手陣でルーク・ウィーバーの躍進がチームを助けた。ワイルドカードシリーズはリーグ最高勝率のため出場を免除され、地区シリーズではカンザスシティ・ロイヤルズを3勝1敗で下した。
ガーディアンズは、2022年の地区優勝から一転して2023年は76勝86敗と負け越した。シーズン終了後、監督を11年務めたテリー・フランコーナが健康不安もあって退任し、スティーブン・ボートが39歳の若さで後任となった。ただ選手補強では大きな動きがなく、貧弱な打線の改善には若手の成長が求められた。2024年は序盤で地区首位に立つとその後も好調を維持し、6月25日には勝率をMLB最高に上げる。前半戦終了時点でも58勝37敗で、2位ミネソタ・ツインズには4.5ゲーム差をつけた。エースのシェーン・ビーバーが2登板のみで右肘を痛めてシーズンを終えたなか、躍進の原動力となったのは強力な救援投手陣と、打線でスティーブン・クワンやホセ・ラミレスらが好成績を残したことだった。後半戦はツインズが順位を下げ、代わってロイヤルズの追い上げを受ける。7月以降は打線の低迷にともない勝率を落とし、ロイヤルズとのゲーム差も6月25日時点で10.0あったのを徐々に縮められて、8月27日には75勝58敗で並ばれた。だがそこから逆転は許さずに再び差をつけ、9月21日に地区優勝を手にした。平均得点4.40はリーグ7位、防御率3.61はリーグ3位。救援投手陣はシーズンを通して好投し、70登板以上で防御率2.00未満の投手を抑えのエマヌエル・クラセら4人擁していた。ワイルドカードシリーズは地区優勝3球団中2番目の高勝率だったため出場を免除され、地区シリーズではデトロイト・タイガースを3勝2敗で下した。
リーグ優勝決定戦の第1・2・6・7戦を本拠地で開催できる "ホームフィールド・アドバンテージ" は、地区優勝球団どうしやワイルドカード球団どうしの対戦の場合はレギュラーシーズンの勝率がより高いほうの球団に、地区優勝球団とワイルドカード球団が対戦する場合は地区優勝球団に与えられる。したがって今シリーズでは、ヤンキースがアドバンテージを得る。この年のレギュラーシーズンでは両球団は6試合対戦し、ヤンキースが4勝2敗と勝ち越していた。

## ロースター
両チームの出場選手登録（ロースター）は以下の通り。
- 名前の横の★はこの年のオールスターゲームに選出された選手を、＃はレギュラーシーズン開幕後に入団した選手を示す。
- 年齢は今シリーズ開幕時点でのもの。

| ニューヨーク・ヤンキース | ニューヨーク・ヤンキース | ニューヨーク・ヤンキース | ニューヨーク・ヤンキース | ニューヨーク・ヤンキース | ニューヨーク・ヤンキース | ニューヨーク・ヤンキース | クリーブランド・ガーディアンズ | クリーブランド・ガーディアンズ | クリーブランド・ガーディアンズ | クリーブランド・ガーディアンズ | クリーブランド・ガーディアンズ | クリーブランド・ガーディアンズ | クリーブランド・ガーディアンズ |
| 守備位置                 | 背番号                   | 出身                     | 選手                     | 投                       | 打                       | 年齢                     | 守備位置                       | 背番号                         | 出身                           | 選手                           | 投                             | 打                             | 年齢                           |
| ------------------------ | ------------------------ | ------------------------ | ------------------------ | ------------------------ | ------------------------ | ------------------------ | ------------------------------ | ------------------------------ | ------------------------------ | ------------------------------ | ------------------------------ | ------------------------------ | ------------------------------ |
| 投手                     | 45                       | アメリカ合衆国の旗       | ゲリット・コール         | 右                       | 右                       | 34                       | 投手                           | 60                             | ベネズエラの旗                 | ペドロ・アビラ＃               | 右                             | 右                             | 27                             |
| 投手                     | 61                       | アメリカ合衆国の旗       | ジェイク・カズンズ＃     | 右                       | 右                       | 30                       | 投手                           | 28                             | アメリカ合衆国の旗             | タナー・バイビー               | 右                             | 右                             | 25                             |
| 投手                     | 81                       | ドミニカ共和国の旗       | ルイス・ヒール           | 右                       | 右                       | 26                       | 投手                           | 16                             | アメリカ合衆国の旗             | マシュー・ボイド＃             | 左                             | 左                             | 33                             |
| 投手                     | 71                       | アメリカ合衆国の旗       | イアン・ハミルトン[※]    | 右                       | 右                       | 29                       | 投手                           | 54                             | アメリカ合衆国の旗             | ジョーイ・カンティーヨ         | 左                             | 左                             | 24                             |
| 投手                     | 54                       | アメリカ合衆国の旗       | ティム・ヒル＃           | 左                       | 右                       | 34                       | 投手                           | 48                             | ドミニカ共和国の旗             | エマヌエル・クラセ★            | 右                             | 右                             | 26                             |
| 投手                     | 35                       | アメリカ合衆国の旗       | クレイ・ホームズ★        | 右                       | 右                       | 31                       | 投手                           | 35                             | アメリカ合衆国の旗             | アレックス・カッブ＃[※]        | 右                             | 右                             | 37                             |
| 投手                     | 41                       | アメリカ合衆国の旗       | トミー・ケインリー       | 右                       | 右                       | 35                       | 投手                           | 33                             | アメリカ合衆国の旗             | ハンター・ギャディス           | 右                             | 右                             | 26                             |
| 投手                     | 38                       | アメリカ合衆国の旗       | マーク・ライターJr.＃[※] | 右                       | 右                       | 33                       | 投手                           | 29                             | アメリカ合衆国の旗             | ティム・ヘリン                 | 左                             | 左                             | 28                             |
| 投手                     | 58                       | アメリカ合衆国の旗       | ティム・メイザ＃         | 左                       | 左                       | 32                       | 投手                           | 39                             | アメリカ合衆国の旗             | ベン・ライブリー[※]            | 右                             | 右                             | 32                             |
| 投手                     | 55                       | アメリカ合衆国の旗       | カルロス・ロドン         | 左                       | 左                       | 31                       | 投手                           | 49                             | アメリカ合衆国の旗             | イーライ・モーガン             | 右                             | 右                             | 28                             |
| 投手                     | 36                       | アメリカ合衆国の旗       | クラーク・シュミット     | 右                       | 右                       | 28                       | 投手                           | 62                             | カナダの旗                     | エリック・サブロウスキー       | 左                             | 右                             | 26                             |
| 投手                     | 0                        | アメリカ合衆国の旗       | マーカス・ストローマン   | 右                       | 右                       | 33                       | 投手                           | 36                             | カナダの旗                     | ケイド・スミス                 | 右                             | 右                             | 25                             |
| 投手                     | 30                       | アメリカ合衆国の旗       | ルーク・ウィーバー       | 右                       | 右                       | 31                       | 投手                           | 63                             | アメリカ合衆国の旗             | アンドリュー・ウォルターズ     | 右                             | 右                             | 23                             |
| 捕手                     | 39                       | アメリカ合衆国の旗       | ホセ・トレビーノ         | 右                       | 右                       | 31                       | 投手                           | 32                             | アメリカ合衆国の旗             | ギャビン・ウィリアムズ         | 右                             | 左                             | 25                             |
| 捕手                     | 28                       | アメリカ合衆国の旗       | オースティン・ウェルズ   | 右                       | 左                       | 25                       | 捕手                           | 27                             | アメリカ合衆国の旗             | オースティン・ヘッジス         | 右                             | 右                             | 32                             |
| 内野手                   | 19                       | アメリカ合衆国の旗       | ジョン・バーティ         | 右                       | 右                       | 34                       | 捕手                           | 23                             | カナダの旗                     | ボー・ネイラー                 | 右                             | 左                             | 24                             |
| 内野手                   | 95                       | ベネズエラの旗           | オズワルド・カブレラ     | 右                       | 左                       | 25                       | 内野手                         | 6                              | アメリカ合衆国の旗             | デビッド・フライ★              | 右                             | 右                             | 28                             |
| 内野手                   | 13                       | バハマの旗               | ジャズ・チザムJr.＃      | 右                       | 左                       | 26                       | 内野手                         | 0                              | ベネズエラの旗                 | アンドレス・ヒメネス           | 右                             | 左                             | 26                             |
| 内野手                   | 48                       | アメリカ合衆国の旗       | アンソニー・リゾ         | 左                       | 左                       | 35                       | 内野手                         | 9                              | アメリカ合衆国の旗             | カイル・マンザード             | 右                             | 左                             | 24                             |
| 内野手                   | 25                       | ベネズエラの旗           | グレイバー・トーレス     | 右                       | 右                       | 27                       | 内野手                         | 22                             | カナダの旗                     | ジョシュ・ネイラー★            | 左                             | 左                             | 27                             |
| 内野手                   | 11                       | アメリカ合衆国の旗       | アンソニー・ボルピー     | 右                       | 右                       | 23                       | 内野手                         | 11                             | ドミニカ共和国の旗             | ホセ・ラミレス★                | 右                             | 両                             | 32                             |
| 外野手                   | 89                       | ドミニカ共和国の旗       | ジェイソン・ドミンゲス   | 右                       | 両                       | 21                       | 内野手                         | 4                              | ベネズエラの旗                 | ブライアン・ロキオ             | 右                             | 両                             | 23                             |
| 外野手                   | 12                       | アメリカ合衆国の旗       | トレント・グリシャム     | 左                       | 左                       | 27                       | 内野手                         | 10                             | アメリカ合衆国の旗             | ダニエル・シュニーマン         | 右                             | 左                             | 27                             |
| 外野手                   | 99                       | アメリカ合衆国の旗       | アーロン・ジャッジ★      | 右                       | 右                       | 32                       | 外野手                         | 17                             | アメリカ合衆国の旗             | ウィル・ブレナン               | 左                             | 左                             | 26                             |
| 外野手                   | 22                       | ドミニカ共和国の旗       | フアン・ソト★            | 左                       | 左                       | 25                       | 外野手                         | 38                             | アメリカ合衆国の旗             | スティーブン・クワン★          | 左                             | 左                             | 27                             |
| 外野手                   | 27                       | アメリカ合衆国の旗       | ジャンカルロ・スタントン | 右                       | 右                       | 34                       | 外野手                         | 43                             | ドミニカ共和国の旗             | ジョンケンジー・ノエル         | 右                             | 右                             | 23                             |
| 外野手                   | 24                       | アメリカ合衆国の旗       | アレックス・ベルドゥーゴ | 左                       | 左                       | 28                       | 外野手                         | 8                              | アメリカ合衆国の旗             | レーン・トーマス＃             | 右                             | 右                             | 29                             |

※  第1戦終了後にカッブが故障のためロースターを外れ、第2戦からはライブリーが代わりに登録された。
※  第3戦終了後にハミルトンが故障のためロースターを外れ、第4戦からはライターが代わりに登録された。
ヤンキースは地区シリーズのロースターから内野手のベン・ライスと外野手のデューク・エリスを外し、内野手のアンソニー・リゾと投手のマーカス・ストローマンを加えた。リゾはレギュラーシーズンでは一塁手として91試合に先発出場したが、9月28日の試合で右手に死球を受けて薬指と小指を骨折した。ヤンキースは腰痛のDJ・ルメイユに続いてリゾも欠いたため本職の一塁手が足りなくなり、地区シリーズではプロ14年目で一塁未経験のジョン・バーティを先発起用していた。今シリーズへ向けては投手をひとりではなくふたり増やす案も検討されたが、ネスター・コーテズは左肘痛の回復ぶりが十分でなく、ストローマンのみが追加された。地区シリーズでは、ライスは出場機会がなく、エリスは代走として1試合に出場したのみだった。
ガーディアンズも地区シリーズのロースターから投手をひとり増やし、野手のアンヘル・マルティネスに代えてペドロ・アビラを登録した。ガーディアンズには今シリーズへ向けて、投手陣の層を厚くする必要があった。それはリーグ優勝決定戦が地区シリーズよりも試合数が多いためだけでなく、これまで救援投手陣に大きく負担をかける戦い方で勝ち抜いてきたためでもある。地区シリーズ5試合の消化イニング数は救援陣のほうが先発陣よりも多く、また5試合中4試合以上に登板した投手が4人もいた。ロースター入りの候補にはベン・ライブリーやニック・サンドリンもいたが、アビラは使い勝手の良さや安定感で彼らを上回って選ばれた。マルティネスは地区シリーズ第3戦で代打として打席に立ったが遊ゴロで、それが唯一の出番だった。

## 開幕前の予想
MLB.comが所属記者・アナリスト45人にどちらがシリーズを制するか予想させたところ、ヤンキース勝利予想が33人に対しガーディアンズ勝利予想が12人という結果となった。他の媒体が実施した同様の企画でもヤンキース勝利予想が多数派で『ジ・アスレチック』では記者数不明ながら全記者中の76.9%が、ESPNでは13人中12人が、CBSスポーツでは6人中5人が、『ニューヨーク・ポスト』では6人全員が、それぞれヤンキースを支持した。

## 試合結果
2024年のアメリカンリーグ優勝決定戦は10月14日に開幕し、途中に移動日を挟んで6日間で5試合が行われた。日程・結果は以下の通り。
| 日付                                                      | 試合  | ビジター球団（先攻）           | スコア | ホーム球団（後攻）             | 開催球場                   | 開催球場                                          |
| --------------------------------------------------------- | ----- | ------------------------------ | ------ | ------------------------------ | -------------------------- | ------------------------------------------------- |
| 10月14日（月）                                            | 第1戦 | クリーブランド・ガーディアンズ | 2－5   | ニューヨーク・ヤンキース       | ヤンキー・スタジアム       | ヤンキー・ · スタジアムプログレッシブ・フィールド |
| 10月15日（火）                                            | 第2戦 | クリーブランド・ガーディアンズ | 3－6   | ニューヨーク・ヤンキース       | ヤンキー・スタジアム       | ヤンキー・ · スタジアムプログレッシブ・フィールド |
| 10月16日（水）                                            |       | 移動日                         | 移動日 | 移動日                         |                            | ヤンキー・ · スタジアムプログレッシブ・フィールド |
| 10月17日（木）                                            | 第3戦 | ニューヨーク・ヤンキース       | 5－7x  | クリーブランド・ガーディアンズ | プログレッシブ・フィールド | ヤンキー・ · スタジアムプログレッシブ・フィールド |
| 10月18日（金）                                            | 第4戦 | ニューヨーク・ヤンキース       | 8－6   | クリーブランド・ガーディアンズ | プログレッシブ・フィールド | ヤンキー・ · スタジアムプログレッシブ・フィールド |
| 10月19日（土）                                            | 第5戦 | ニューヨーク・ヤンキース       | 5－2   | クリーブランド・ガーディアンズ | プログレッシブ・フィールド | ヤンキー・ · スタジアムプログレッシブ・フィールド |
| 優勝：ニューヨーク・ヤンキース（4勝1敗 / 15年ぶり41度目） |       |                                |        |                                |                            | ヤンキー・ · スタジアムプログレッシブ・フィールド |

### 第1戦 10月14日
- ヤンキー・スタジアム（ニューヨーク州ニューヨーク市ブロンクス区）

| クリーブランド・ガーディアンズ | クリーブランド・ガーディアンズ | クリーブランド・ガーディアンズ | クリーブランド・ガーディアンズ | クリーブランド・ガーディアンズ                                                                       | ニューヨーク・ヤンキース | ニューヨーク・ヤンキース | ニューヨーク・ヤンキース | ニューヨーク・ヤンキース | ニューヨーク・ヤンキース                                                                                    |
| ------------------------------ | ------------------------------ | ------------------------------ | ------------------------------ | --- | ------------------------ | ------------------------ | ------------------------ | ------------------------ | --- |
| 打順                           | 守備                           | 選手                           | 打席                           | A・カッブB・ネイラーJ・ネイラーA・ヒメネスJ・ラミレスB・ロキオS・クワンL・トーマスJ・ノエルD・フライ | 打順                     | 守備                     | 選手                     | 打席                     | C・ロドンA・ウェルズA・リゾG・トーレスJ・チザムJr.A・ボルピーA・ベルドゥーゴA・ジャッジJ・ソトG・スタントン |
| 1                              | 左                             | S・クワン                      | 左                             | A・カッブB・ネイラーJ・ネイラーA・ヒメネスJ・ラミレスB・ロキオS・クワンL・トーマスJ・ノエルD・フライ | 1                        | 二                       | G・トーレス              | 右                       | C・ロドンA・ウェルズA・リゾG・トーレスJ・チザムJr.A・ボルピーA・ベルドゥーゴA・ジャッジJ・ソトG・スタントン |
| 2                              | DH                             | D・フライ                      | 右                             | A・カッブB・ネイラーJ・ネイラーA・ヒメネスJ・ラミレスB・ロキオS・クワンL・トーマスJ・ノエルD・フライ | 2                        | 右                       | J・ソト                  | 左                       | C・ロドンA・ウェルズA・リゾG・トーレスJ・チザムJr.A・ボルピーA・ベルドゥーゴA・ジャッジJ・ソトG・スタントン |
| 3                              | 三                             | J・ラミレス                    | 両                             | A・カッブB・ネイラーJ・ネイラーA・ヒメネスJ・ラミレスB・ロキオS・クワンL・トーマスJ・ノエルD・フライ | 3                        | 中                       | A・ジャッジ              | 右                       | C・ロドンA・ウェルズA・リゾG・トーレスJ・チザムJr.A・ボルピーA・ベルドゥーゴA・ジャッジJ・ソトG・スタントン |
| 4                              | 中                             | L・トーマス                    | 右                             | A・カッブB・ネイラーJ・ネイラーA・ヒメネスJ・ラミレスB・ロキオS・クワンL・トーマスJ・ノエルD・フライ | 4                        | 捕                       | A・ウェルズ              | 左                       | C・ロドンA・ウェルズA・リゾG・トーレスJ・チザムJr.A・ボルピーA・ベルドゥーゴA・ジャッジJ・ソトG・スタントン |
| 5                              | 一                             | J・ネイラー                    | 左                             | A・カッブB・ネイラーJ・ネイラーA・ヒメネスJ・ラミレスB・ロキオS・クワンL・トーマスJ・ノエルD・フライ | 5                        | DH                       | G・スタントン            | 右                       | C・ロドンA・ウェルズA・リゾG・トーレスJ・チザムJr.A・ボルピーA・ベルドゥーゴA・ジャッジJ・ソトG・スタントン |
| 6                              | 右                             | J・ノエル                      | 右                             | A・カッブB・ネイラーJ・ネイラーA・ヒメネスJ・ラミレスB・ロキオS・クワンL・トーマスJ・ノエルD・フライ | 6                        | 三                       | J・チザムJr.             | 左                       | C・ロドンA・ウェルズA・リゾG・トーレスJ・チザムJr.A・ボルピーA・ベルドゥーゴA・ジャッジJ・ソトG・スタントン |
| 7                              | 捕                             | B・ネイラー                    | 左                             | A・カッブB・ネイラーJ・ネイラーA・ヒメネスJ・ラミレスB・ロキオS・クワンL・トーマスJ・ノエルD・フライ | 7                        | 遊                       | A・ボルピー              | 右                       | C・ロドンA・ウェルズA・リゾG・トーレスJ・チザムJr.A・ボルピーA・ベルドゥーゴA・ジャッジJ・ソトG・スタントン |
| 8                              | 二                             | A・ヒメネス                    | 左                             | A・カッブB・ネイラーJ・ネイラーA・ヒメネスJ・ラミレスB・ロキオS・クワンL・トーマスJ・ノエルD・フライ | 8                        | 一                       | A・リゾ                  | 左                       | C・ロドンA・ウェルズA・リゾG・トーレスJ・チザムJr.A・ボルピーA・ベルドゥーゴA・ジャッジJ・ソトG・スタントン |
| 9                              | 遊                             | B・ロキオ                      | 両                             | A・カッブB・ネイラーJ・ネイラーA・ヒメネスJ・ラミレスB・ロキオS・クワンL・トーマスJ・ノエルD・フライ | 9                        | 左                       | A・ベルドゥーゴ          | 左                       | C・ロドンA・ウェルズA・リゾG・トーレスJ・チザムJr.A・ボルピーA・ベルドゥーゴA・ジャッジJ・ソトG・スタントン |
| 先発投手                       | 先発投手                       | 先発投手                       | 投球                           | A・カッブB・ネイラーJ・ネイラーA・ヒメネスJ・ラミレスB・ロキオS・クワンL・トーマスJ・ノエルD・フライ | 先発投手                 | 先発投手                 | 先発投手                 | 投球                     | C・ロドンA・ウェルズA・リゾG・トーレスJ・チザムJr.A・ボルピーA・ベルドゥーゴA・ジャッジJ・ソトG・スタントン |
| A・カッブ                      | A・カッブ                      | A・カッブ                      | 右                             | A・カッブB・ネイラーJ・ネイラーA・ヒメネスJ・ラミレスB・ロキオS・クワンL・トーマスJ・ノエルD・フライ | C・ロドン                | C・ロドン                | C・ロドン                | 左                       | C・ロドンA・ウェルズA・リゾG・トーレスJ・チザムJr.A・ボルピーA・ベルドゥーゴA・ジャッジJ・ソトG・スタントン |

### 第2戦 10月15日
- ヤンキー・スタジアム（ニューヨーク州ニューヨーク市ブロンクス区）

| クリーブランド・ガーディアンズ | クリーブランド・ガーディアンズ | クリーブランド・ガーディアンズ | クリーブランド・ガーディアンズ | クリーブランド・ガーディアンズ                                                                               | ニューヨーク・ヤンキース | ニューヨーク・ヤンキース | ニューヨーク・ヤンキース | ニューヨーク・ヤンキース | ニューヨーク・ヤンキース                                                                                    |
| ------------------------------ | ------------------------------ | ------------------------------ | ------------------------------ | --- | ------------------------ | ------------------------ | ------------------------ | ------------------------ | --- |
| 打順                           | 守備                           | 選手                           | 打席                           | T・バイビーB・ネイラーJ・ネイラーA・ヒメネスJ・ラミレスB・ロキオS・クワンL・トーマスW・ブレナンK・マンザード | 打順                     | 守備                     | 選手                     | 打席                     | G・コールA・ウェルズA・リゾG・トーレスJ・チザムJr.A・ボルピーA・ベルドゥーゴA・ジャッジJ・ソトG・スタントン |
| 1                              | 左                             | S・クワン                      | 左                             | T・バイビーB・ネイラーJ・ネイラーA・ヒメネスJ・ラミレスB・ロキオS・クワンL・トーマスW・ブレナンK・マンザード | 1                        | 二                       | G・トーレス              | 右                       | G・コールA・ウェルズA・リゾG・トーレスJ・チザムJr.A・ボルピーA・ベルドゥーゴA・ジャッジJ・ソトG・スタントン |
| 2                              | DH                             | K・マンザード                  | 左                             | T・バイビーB・ネイラーJ・ネイラーA・ヒメネスJ・ラミレスB・ロキオS・クワンL・トーマスW・ブレナンK・マンザード | 2                        | 右                       | J・ソト                  | 左                       | G・コールA・ウェルズA・リゾG・トーレスJ・チザムJr.A・ボルピーA・ベルドゥーゴA・ジャッジJ・ソトG・スタントン |
| 3                              | 三                             | J・ラミレス                    | 両                             | T・バイビーB・ネイラーJ・ネイラーA・ヒメネスJ・ラミレスB・ロキオS・クワンL・トーマスW・ブレナンK・マンザード | 3                        | 中                       | A・ジャッジ              | 右                       | G・コールA・ウェルズA・リゾG・トーレスJ・チザムJr.A・ボルピーA・ベルドゥーゴA・ジャッジJ・ソトG・スタントン |
| 4                              | 一                             | J・ネイラー                    | 左                             | T・バイビーB・ネイラーJ・ネイラーA・ヒメネスJ・ラミレスB・ロキオS・クワンL・トーマスW・ブレナンK・マンザード | 4                        | 捕                       | A・ウェルズ              | 左                       | G・コールA・ウェルズA・リゾG・トーレスJ・チザムJr.A・ボルピーA・ベルドゥーゴA・ジャッジJ・ソトG・スタントン |
| 5                              | 中                             | L・トーマス                    | 右                             | T・バイビーB・ネイラーJ・ネイラーA・ヒメネスJ・ラミレスB・ロキオS・クワンL・トーマスW・ブレナンK・マンザード | 5                        | DH                       | G・スタントン            | 右                       | G・コールA・ウェルズA・リゾG・トーレスJ・チザムJr.A・ボルピーA・ベルドゥーゴA・ジャッジJ・ソトG・スタントン |
| 6                              | 右                             | W・ブレナン                    | 左                             | T・バイビーB・ネイラーJ・ネイラーA・ヒメネスJ・ラミレスB・ロキオS・クワンL・トーマスW・ブレナンK・マンザード | 6                        | 三                       | J・チザムJr.             | 左                       | G・コールA・ウェルズA・リゾG・トーレスJ・チザムJr.A・ボルピーA・ベルドゥーゴA・ジャッジJ・ソトG・スタントン |
| 7                              | 二                             | A・ヒメネス                    | 左                             | T・バイビーB・ネイラーJ・ネイラーA・ヒメネスJ・ラミレスB・ロキオS・クワンL・トーマスW・ブレナンK・マンザード | 7                        | 遊                       | A・ボルピー              | 右                       | G・コールA・ウェルズA・リゾG・トーレスJ・チザムJr.A・ボルピーA・ベルドゥーゴA・ジャッジJ・ソトG・スタントン |
| 8                              | 捕                             | B・ネイラー                    | 左                             | T・バイビーB・ネイラーJ・ネイラーA・ヒメネスJ・ラミレスB・ロキオS・クワンL・トーマスW・ブレナンK・マンザード | 8                        | 一                       | A・リゾ                  | 左                       | G・コールA・ウェルズA・リゾG・トーレスJ・チザムJr.A・ボルピーA・ベルドゥーゴA・ジャッジJ・ソトG・スタントン |
| 9                              | 遊                             | B・ロキオ                      | 両                             | T・バイビーB・ネイラーJ・ネイラーA・ヒメネスJ・ラミレスB・ロキオS・クワンL・トーマスW・ブレナンK・マンザード | 9                        | 左                       | A・ベルドゥーゴ          | 左                       | G・コールA・ウェルズA・リゾG・トーレスJ・チザムJr.A・ボルピーA・ベルドゥーゴA・ジャッジJ・ソトG・スタントン |
| 先発投手                       | 先発投手                       | 先発投手                       | 投球                           | T・バイビーB・ネイラーJ・ネイラーA・ヒメネスJ・ラミレスB・ロキオS・クワンL・トーマスW・ブレナンK・マンザード | 先発投手                 | 先発投手                 | 先発投手                 | 投球                     | G・コールA・ウェルズA・リゾG・トーレスJ・チザムJr.A・ボルピーA・ベルドゥーゴA・ジャッジJ・ソトG・スタントン |
| T・バイビー                    | T・バイビー                    | T・バイビー                    | 右                             | T・バイビーB・ネイラーJ・ネイラーA・ヒメネスJ・ラミレスB・ロキオS・クワンL・トーマスW・ブレナンK・マンザード | G・コール                | G・コール                | G・コール                | 右                       | G・コールA・ウェルズA・リゾG・トーレスJ・チザムJr.A・ボルピーA・ベルドゥーゴA・ジャッジJ・ソトG・スタントン |

### 第3戦 10月17日
- プログレッシブ・フィールド（オハイオ州クリーブランド）

| ニューヨーク・ヤンキース | ニューヨーク・ヤンキース | ニューヨーク・ヤンキース | ニューヨーク・ヤンキース | ニューヨーク・ヤンキース                                                                                              | クリーブランド・ガーディアンズ | クリーブランド・ガーディアンズ | クリーブランド・ガーディアンズ | クリーブランド・ガーディアンズ | クリーブランド・ガーディアンズ                                                                                 |
| ------------------------ | ------------------------ | ------------------------ | ------------------------ | --- | ------------------------------ | ------------------------------ | ------------------------------ | ------------------------------ | --- |
| 打順                     | 守備                     | 選手                     | 打席                     | C・シュミットJ・トレビーノJ・バーティG・トーレスJ・チザムJr.A・ボルピーA・ベルドゥーゴA・ジャッジJ・ソトG・スタントン | 打順                           | 守備                           | 選手                           | 打席                           | M・ボイドA・ヘッジスJ・ネイラーA・ヒメネスJ・ラミレスB・ロキオS・クワンL・トーマスD・シュニーマンK・マンザード |
| 1                        | 二                       | G・トーレス              | 右                       | C・シュミットJ・トレビーノJ・バーティG・トーレスJ・チザムJr.A・ボルピーA・ベルドゥーゴA・ジャッジJ・ソトG・スタントン | 1                              | 左                             | S・クワン                      | 左                             | M・ボイドA・ヘッジスJ・ネイラーA・ヒメネスJ・ラミレスB・ロキオS・クワンL・トーマスD・シュニーマンK・マンザード |
| 2                        | 右                       | J・ソト                  | 左                       | C・シュミットJ・トレビーノJ・バーティG・トーレスJ・チザムJr.A・ボルピーA・ベルドゥーゴA・ジャッジJ・ソトG・スタントン | 2                              | DH                             | K・マンザード                  | 左                             | M・ボイドA・ヘッジスJ・ネイラーA・ヒメネスJ・ラミレスB・ロキオS・クワンL・トーマスD・シュニーマンK・マンザード |
| 3                        | 中                       | A・ジャッジ              | 右                       | C・シュミットJ・トレビーノJ・バーティG・トーレスJ・チザムJr.A・ボルピーA・ベルドゥーゴA・ジャッジJ・ソトG・スタントン | 3                              | 三                             | J・ラミレス                    | 両                             | M・ボイドA・ヘッジスJ・ネイラーA・ヒメネスJ・ラミレスB・ロキオS・クワンL・トーマスD・シュニーマンK・マンザード |
| 4                        | DH                       | G・スタントン            | 右                       | C・シュミットJ・トレビーノJ・バーティG・トーレスJ・チザムJr.A・ボルピーA・ベルドゥーゴA・ジャッジJ・ソトG・スタントン | 4                              | 一                             | J・ネイラー                    | 左                             | M・ボイドA・ヘッジスJ・ネイラーA・ヒメネスJ・ラミレスB・ロキオS・クワンL・トーマスD・シュニーマンK・マンザード |
| 5                        | 三                       | J・チザムJr.             | 左                       | C・シュミットJ・トレビーノJ・バーティG・トーレスJ・チザムJr.A・ボルピーA・ベルドゥーゴA・ジャッジJ・ソトG・スタントン | 5                              | 中                             | L・トーマス                    | 右                             | M・ボイドA・ヘッジスJ・ネイラーA・ヒメネスJ・ラミレスB・ロキオS・クワンL・トーマスD・シュニーマンK・マンザード |
| 6                        | 一                       | J・バーティ              | 右                       | C・シュミットJ・トレビーノJ・バーティG・トーレスJ・チザムJr.A・ボルピーA・ベルドゥーゴA・ジャッジJ・ソトG・スタントン | 6                              | 右                             | D・シュニーマン                | 左                             | M・ボイドA・ヘッジスJ・ネイラーA・ヒメネスJ・ラミレスB・ロキオS・クワンL・トーマスD・シュニーマンK・マンザード |
| 7                        | 遊                       | A・ボルピー              | 右                       | C・シュミットJ・トレビーノJ・バーティG・トーレスJ・チザムJr.A・ボルピーA・ベルドゥーゴA・ジャッジJ・ソトG・スタントン | 7                              | 二                             | A・ヒメネス                    | 左                             | M・ボイドA・ヘッジスJ・ネイラーA・ヒメネスJ・ラミレスB・ロキオS・クワンL・トーマスD・シュニーマンK・マンザード |
| 8                        | 左                       | A・ベルドゥーゴ          | 左                       | C・シュミットJ・トレビーノJ・バーティG・トーレスJ・チザムJr.A・ボルピーA・ベルドゥーゴA・ジャッジJ・ソトG・スタントン | 8                              | 捕                             | A・ヘッジス                    | 右                             | M・ボイドA・ヘッジスJ・ネイラーA・ヒメネスJ・ラミレスB・ロキオS・クワンL・トーマスD・シュニーマンK・マンザード |
| 9                        | 捕                       | J・トレビーノ            | 右                       | C・シュミットJ・トレビーノJ・バーティG・トーレスJ・チザムJr.A・ボルピーA・ベルドゥーゴA・ジャッジJ・ソトG・スタントン | 9                              | 遊                             | B・ロキオ                      | 両                             | M・ボイドA・ヘッジスJ・ネイラーA・ヒメネスJ・ラミレスB・ロキオS・クワンL・トーマスD・シュニーマンK・マンザード |
| 先発投手                 | 先発投手                 | 先発投手                 | 投球                     | C・シュミットJ・トレビーノJ・バーティG・トーレスJ・チザムJr.A・ボルピーA・ベルドゥーゴA・ジャッジJ・ソトG・スタントン | 先発投手                       | 先発投手                       | 先発投手                       | 投球                           | M・ボイドA・ヘッジスJ・ネイラーA・ヒメネスJ・ラミレスB・ロキオS・クワンL・トーマスD・シュニーマンK・マンザード |
| C・シュミット            | C・シュミット            | C・シュミット            | 右                       | C・シュミットJ・トレビーノJ・バーティG・トーレスJ・チザムJr.A・ボルピーA・ベルドゥーゴA・ジャッジJ・ソトG・スタントン | M・ボイド                      | M・ボイド                      | M・ボイド                      | 左                             | M・ボイドA・ヘッジスJ・ネイラーA・ヒメネスJ・ラミレスB・ロキオS・クワンL・トーマスD・シュニーマンK・マンザード |

### 第4戦 10月18日
- プログレッシブ・フィールド（オハイオ州クリーブランド）

| ニューヨーク・ヤンキース | ニューヨーク・ヤンキース | ニューヨーク・ヤンキース | ニューヨーク・ヤンキース | ニューヨーク・ヤンキース                                                                                    | クリーブランド・ガーディアンズ | クリーブランド・ガーディアンズ | クリーブランド・ガーディアンズ | クリーブランド・ガーディアンズ | クリーブランド・ガーディアンズ                                                                                       |
| ------------------------ | ------------------------ | ------------------------ | ------------------------ | --- | ------------------------------ | ------------------------------ | ------------------------------ | ------------------------------ | --- |
| 打順                     | 守備                     | 選手                     | 打席                     | L・ヒールA・ウェルズA・リゾG・トーレスJ・チザムJr.A・ボルピーA・ベルドゥーゴA・ジャッジJ・ソトG・スタントン | 打順                           | 守備                           | 選手                           | 打席                           | G・ウィリアムズA・ヘッジスJ・ネイラーA・ヒメネスJ・ラミレスB・ロキオS・クワンL・トーマスD・シュニーマンK・マンザード |
| 1                        | 二                       | G・トーレス              | 右                       | L・ヒールA・ウェルズA・リゾG・トーレスJ・チザムJr.A・ボルピーA・ベルドゥーゴA・ジャッジJ・ソトG・スタントン | 1                              | 左                             | S・クワン                      | 左                             | G・ウィリアムズA・ヘッジスJ・ネイラーA・ヒメネスJ・ラミレスB・ロキオS・クワンL・トーマスD・シュニーマンK・マンザード |
| 2                        | 右                       | J・ソト                  | 左                       | L・ヒールA・ウェルズA・リゾG・トーレスJ・チザムJr.A・ボルピーA・ベルドゥーゴA・ジャッジJ・ソトG・スタントン | 2                              | DH                             | K・マンザード                  | 左                             | G・ウィリアムズA・ヘッジスJ・ネイラーA・ヒメネスJ・ラミレスB・ロキオS・クワンL・トーマスD・シュニーマンK・マンザード |
| 3                        | 中                       | A・ジャッジ              | 右                       | L・ヒールA・ウェルズA・リゾG・トーレスJ・チザムJr.A・ボルピーA・ベルドゥーゴA・ジャッジJ・ソトG・スタントン | 3                              | 三                             | J・ラミレス                    | 両                             | G・ウィリアムズA・ヘッジスJ・ネイラーA・ヒメネスJ・ラミレスB・ロキオS・クワンL・トーマスD・シュニーマンK・マンザード |
| 4                        | 三                       | J・チザムJr.             | 左                       | L・ヒールA・ウェルズA・リゾG・トーレスJ・チザムJr.A・ボルピーA・ベルドゥーゴA・ジャッジJ・ソトG・スタントン | 4                              | 一                             | J・ネイラー                    | 左                             | G・ウィリアムズA・ヘッジスJ・ネイラーA・ヒメネスJ・ラミレスB・ロキオS・クワンL・トーマスD・シュニーマンK・マンザード |
| 5                        | DH                       | G・スタントン            | 右                       | L・ヒールA・ウェルズA・リゾG・トーレスJ・チザムJr.A・ボルピーA・ベルドゥーゴA・ジャッジJ・ソトG・スタントン | 5                              | 中                             | L・トーマス                    | 右                             | G・ウィリアムズA・ヘッジスJ・ネイラーA・ヒメネスJ・ラミレスB・ロキオS・クワンL・トーマスD・シュニーマンK・マンザード |
| 6                        | 一                       | A・リゾ                  | 左                       | L・ヒールA・ウェルズA・リゾG・トーレスJ・チザムJr.A・ボルピーA・ベルドゥーゴA・ジャッジJ・ソトG・スタントン | 6                              | 右                             | D・シュニーマン                | 左                             | G・ウィリアムズA・ヘッジスJ・ネイラーA・ヒメネスJ・ラミレスB・ロキオS・クワンL・トーマスD・シュニーマンK・マンザード |
| 7                        | 遊                       | A・ボルピー              | 右                       | L・ヒールA・ウェルズA・リゾG・トーレスJ・チザムJr.A・ボルピーA・ベルドゥーゴA・ジャッジJ・ソトG・スタントン | 7                              | 二                             | A・ヒメネス                    | 左                             | G・ウィリアムズA・ヘッジスJ・ネイラーA・ヒメネスJ・ラミレスB・ロキオS・クワンL・トーマスD・シュニーマンK・マンザード |
| 8                        | 捕                       | A・ウェルズ              | 左                       | L・ヒールA・ウェルズA・リゾG・トーレスJ・チザムJr.A・ボルピーA・ベルドゥーゴA・ジャッジJ・ソトG・スタントン | 8                              | 捕                             | A・ヘッジス                    | 右                             | G・ウィリアムズA・ヘッジスJ・ネイラーA・ヒメネスJ・ラミレスB・ロキオS・クワンL・トーマスD・シュニーマンK・マンザード |
| 9                        | 左                       | A・ベルドゥーゴ          | 左                       | L・ヒールA・ウェルズA・リゾG・トーレスJ・チザムJr.A・ボルピーA・ベルドゥーゴA・ジャッジJ・ソトG・スタントン | 9                              | 遊                             | B・ロキオ                      | 両                             | G・ウィリアムズA・ヘッジスJ・ネイラーA・ヒメネスJ・ラミレスB・ロキオS・クワンL・トーマスD・シュニーマンK・マンザード |
| 先発投手                 | 先発投手                 | 先発投手                 | 投球                     | L・ヒールA・ウェルズA・リゾG・トーレスJ・チザムJr.A・ボルピーA・ベルドゥーゴA・ジャッジJ・ソトG・スタントン | 先発投手                       | 先発投手                       | 先発投手                       | 投球                           | G・ウィリアムズA・ヘッジスJ・ネイラーA・ヒメネスJ・ラミレスB・ロキオS・クワンL・トーマスD・シュニーマンK・マンザード |
| L・ヒール                | L・ヒール                | L・ヒール                | 右                       | L・ヒールA・ウェルズA・リゾG・トーレスJ・チザムJr.A・ボルピーA・ベルドゥーゴA・ジャッジJ・ソトG・スタントン | G・ウィリアムズ                | G・ウィリアムズ                | G・ウィリアムズ                | 右                             | G・ウィリアムズA・ヘッジスJ・ネイラーA・ヒメネスJ・ラミレスB・ロキオS・クワンL・トーマスD・シュニーマンK・マンザード |

### 第5戦 10月19日
- プログレッシブ・フィールド（オハイオ州クリーブランド）

| ニューヨーク・ヤンキース | ニューヨーク・ヤンキース | ニューヨーク・ヤンキース | ニューヨーク・ヤンキース | ニューヨーク・ヤンキース                                                                                    | クリーブランド・ガーディアンズ | クリーブランド・ガーディアンズ | クリーブランド・ガーディアンズ | クリーブランド・ガーディアンズ | クリーブランド・ガーディアンズ                                                                         |
| ------------------------ | ------------------------ | ------------------------ | ------------------------ | --- | ------------------------------ | ------------------------------ | ------------------------------ | ------------------------------ | --- |
| 打順                     | 守備                     | 選手                     | 打席                     | C・ロドンA・ウェルズA・リゾG・トーレスJ・チザムJr.A・ボルピーA・ベルドゥーゴA・ジャッジJ・ソトG・スタントン | 打順                           | 守備                           | 選手                           | 打席                           | T・バイビーB・ネイラーJ・ネイラーA・ヒメネスJ・ラミレスB・ロキオS・クワンL・トーマスJ・ノエルD・フライ |
| 1                        | 二                       | G・トーレス              | 右                       | C・ロドンA・ウェルズA・リゾG・トーレスJ・チザムJr.A・ボルピーA・ベルドゥーゴA・ジャッジJ・ソトG・スタントン | 1                              | 左                             | S・クワン                      | 左                             | T・バイビーB・ネイラーJ・ネイラーA・ヒメネスJ・ラミレスB・ロキオS・クワンL・トーマスJ・ノエルD・フライ |
| 2                        | 右                       | J・ソト                  | 左                       | C・ロドンA・ウェルズA・リゾG・トーレスJ・チザムJr.A・ボルピーA・ベルドゥーゴA・ジャッジJ・ソトG・スタントン | 2                              | DH                             | D・フライ                      | 右                             | T・バイビーB・ネイラーJ・ネイラーA・ヒメネスJ・ラミレスB・ロキオS・クワンL・トーマスJ・ノエルD・フライ |
| 3                        | 中                       | A・ジャッジ              | 右                       | C・ロドンA・ウェルズA・リゾG・トーレスJ・チザムJr.A・ボルピーA・ベルドゥーゴA・ジャッジJ・ソトG・スタントン | 3                              | 三                             | J・ラミレス                    | 両                             | T・バイビーB・ネイラーJ・ネイラーA・ヒメネスJ・ラミレスB・ロキオS・クワンL・トーマスJ・ノエルD・フライ |
| 4                        | DH                       | G・スタントン            | 右                       | C・ロドンA・ウェルズA・リゾG・トーレスJ・チザムJr.A・ボルピーA・ベルドゥーゴA・ジャッジJ・ソトG・スタントン | 4                              | 中                             | L・トーマス                    | 右                             | T・バイビーB・ネイラーJ・ネイラーA・ヒメネスJ・ラミレスB・ロキオS・クワンL・トーマスJ・ノエルD・フライ |
| 5                        | 三                       | J・チザムJr.             | 左                       | C・ロドンA・ウェルズA・リゾG・トーレスJ・チザムJr.A・ボルピーA・ベルドゥーゴA・ジャッジJ・ソトG・スタントン | 5                              | 一                             | J・ネイラー                    | 左                             | T・バイビーB・ネイラーJ・ネイラーA・ヒメネスJ・ラミレスB・ロキオS・クワンL・トーマスJ・ノエルD・フライ |
| 6                        | 一                       | A・リゾ                  | 左                       | C・ロドンA・ウェルズA・リゾG・トーレスJ・チザムJr.A・ボルピーA・ベルドゥーゴA・ジャッジJ・ソトG・スタントン | 6                              | 右                             | J・ノエル                      | 右                             | T・バイビーB・ネイラーJ・ネイラーA・ヒメネスJ・ラミレスB・ロキオS・クワンL・トーマスJ・ノエルD・フライ |
| 7                        | 遊                       | A・ボルピー              | 右                       | C・ロドンA・ウェルズA・リゾG・トーレスJ・チザムJr.A・ボルピーA・ベルドゥーゴA・ジャッジJ・ソトG・スタントン | 7                              | 捕                             | B・ネイラー                    | 左                             | T・バイビーB・ネイラーJ・ネイラーA・ヒメネスJ・ラミレスB・ロキオS・クワンL・トーマスJ・ノエルD・フライ |
| 8                        | 捕                       | A・ウェルズ              | 左                       | C・ロドンA・ウェルズA・リゾG・トーレスJ・チザムJr.A・ボルピーA・ベルドゥーゴA・ジャッジJ・ソトG・スタントン | 8                              | 二                             | A・ヒメネス                    | 左                             | T・バイビーB・ネイラーJ・ネイラーA・ヒメネスJ・ラミレスB・ロキオS・クワンL・トーマスJ・ノエルD・フライ |
| 9                        | 左                       | A・ベルドゥーゴ          | 左                       | C・ロドンA・ウェルズA・リゾG・トーレスJ・チザムJr.A・ボルピーA・ベルドゥーゴA・ジャッジJ・ソトG・スタントン | 9                              | 遊                             | B・ロキオ                      | 両                             | T・バイビーB・ネイラーJ・ネイラーA・ヒメネスJ・ラミレスB・ロキオS・クワンL・トーマスJ・ノエルD・フライ |
| 先発投手                 | 先発投手                 | 先発投手                 | 投球                     | C・ロドンA・ウェルズA・リゾG・トーレスJ・チザムJr.A・ボルピーA・ベルドゥーゴA・ジャッジJ・ソトG・スタントン | 先発投手                       | 先発投手                       | 先発投手                       | 投球                           | T・バイビーB・ネイラーJ・ネイラーA・ヒメネスJ・ラミレスB・ロキオS・クワンL・トーマスJ・ノエルD・フライ |
| C・ロドン                | C・ロドン                | C・ロドン                | 左                       | C・ロドンA・ウェルズA・リゾG・トーレスJ・チザムJr.A・ボルピーA・ベルドゥーゴA・ジャッジJ・ソトG・スタントン | T・バイビー                    | T・バイビー                    | T・バイビー                    | 右                             | T・バイビーB・ネイラーJ・ネイラーA・ヒメネスJ・ラミレスB・ロキオS・クワンL・トーマスJ・ノエルD・フライ |